# ロケット推進航空機

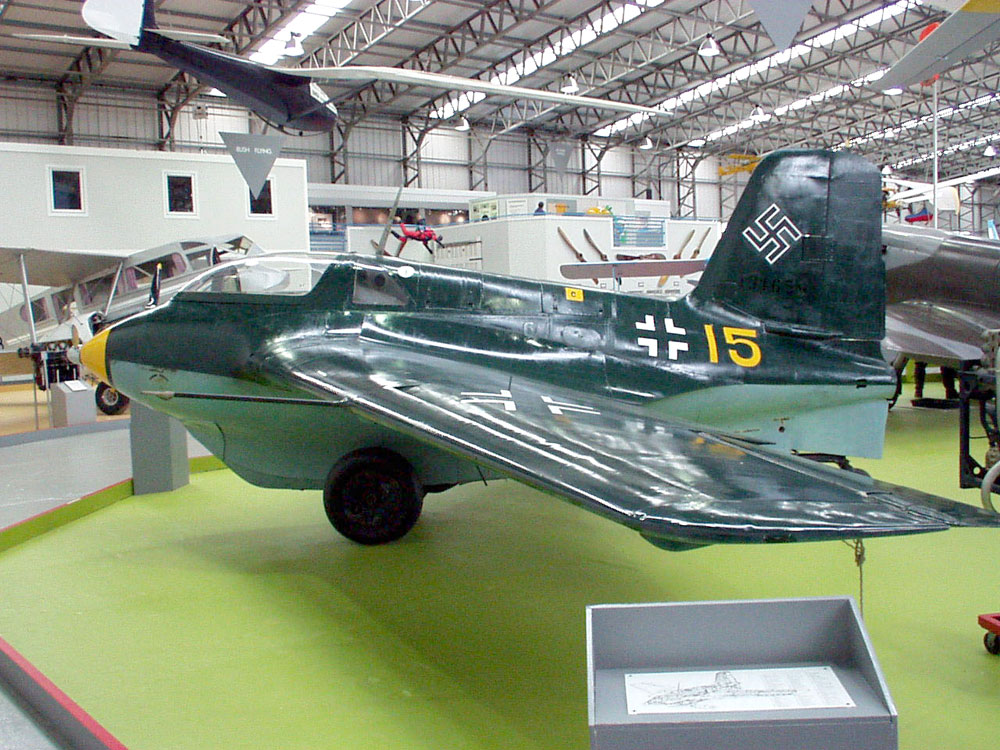
メッサーシュミットMe163コメート、唯一実戦運用されたロケット推進戦闘機

ロケット推進航空機（ロケットすいしんこうくうき、英語: Rocket-powered aircraft）またはロケット飛行機（英語: rocket plane）は、エアブリージングジェットエンジンに加えて、推進にロケットエンジンを使用する航空機である。ロケット飛行機は、同サイズのジェット機よりもはるかに高速を達成できるが、通常、最大で数分間の動力操作とそれに続く滑空飛行を行う。大気からの酸素を取り入れる必要に妨げられることのないこれらは非常に高高度の飛行に適しており、航空機は、高い加速と短距離での離陸を行える。
ジェット補助推進離陸（JATO）またはロケットアシスト離陸（ RATO又はRATOG）のようなやり方では、ロケットは単に主推進を補助するために使われる。すべてのロケット飛行機がふつうの航空機のように滑走路から離陸する方法を取るのではなく、一部のタイプでは別の飛行機から空中発射されるか、他のタイプでは垂直離陸する(テイルシッター)。
重量のかさむ推進剤の使用や、ロケットを運用するその他の実際的な困難さのために、ロケット飛行機の大部分は、迎撃戦闘機や宇宙航空機として実験的な使用のために製作されている。

## 歴史

### 背景
ロケット駆動の飛行機は、ほぼ独占的にドイツで開発されている。1928年のリピッシュ エンテはロケットの推力で飛行する最初の航空機だった。続いて翌年、オペルRAK.1は、初めて専用に製作された空飛ぶロケット推進機となった。
1931年6月28日、イタリアの飛行士で発明家のエットーレ・カッタネオが別の画期的なロケット飛行を行った。彼は最初の民間ロケット飛行機を製作し、特に問題なく離陸して着陸した。この飛行をうけて、イタリア王ヴィットーリオ・エマヌエル3世はカッタネオをタリエド伯爵に任命した。ロケット飛行における彼の先駆的な役割のために、彼の肖像はサンクトペテルブルクの宇宙博物館とミラノの科学技術博物館に展示されている。

### 第二次世界大戦

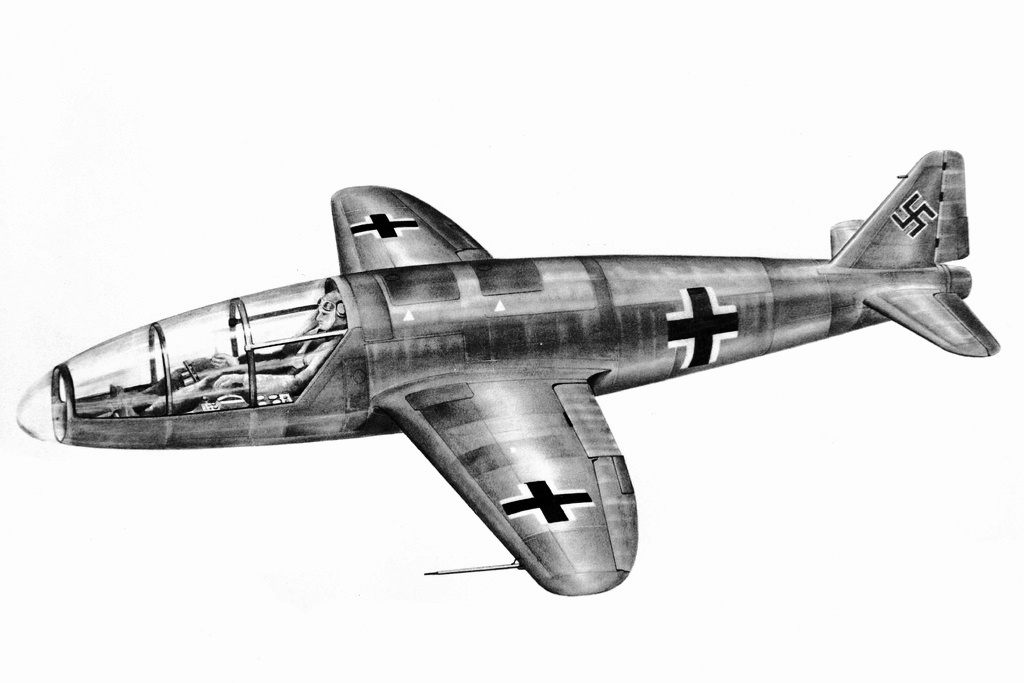
ハインケルHe176

ハインケルHe176は、液体推進剤ロケットエンジンのみで推進される世界初の航空機である。1939年6月20日、エーリッヒ・ヴァルジッツの操縦により最初の動力飛行が行われた。He 176は、ドイツ航空省にむけデモンストレーションされたが、公的な支持はあまり得られず、ハインケルはロケット推進機の取り組みを放棄した。唯一の航空機はベルリン航空博物館に一時的に展示され、1943年に連合国の爆撃によって破壊された。
大量生産された最初のロケット飛行機は、メッサーシュミットMe 163コメート迎撃機であった。これは、効果的なロケット推進航空機を開発するための様々な取り組みの1つとして、戦争の最後の年にドイツによって導入された。1944年に、ドイツ空軍はMe163を専門配備した初の戦闘航空団である第400戦闘航空団（JG 400）を設立した。彼らは連合軍の空襲の主な標的であった合成燃料の製造工場を守備する任務を負っていた。また、ベルリン、ルール地方、ジャーマンバイト周辺にロケット戦闘機のさらなる防御部隊を配置することが計画されていた。
典型的なMe163の戦術は、高度9,000mの爆撃機群を上へと突き抜けて飛び、10,700-12,000mまで上昇してからダイブし、爆撃機の編隊を再び突き抜け、進みつつ発砲する。このアプローチにより、パイロットは飛行場に戻る前に機関砲から数発発射する2度の短いチャンスが与えられた。ロケットモーターを運用するために必要な燃料を供給することはしばしば困難であった。第三帝国の最後の日々に、ジェット推進に成功したメッサーシュミット Me262がMe163に取って代わった。
プロトタイプの形で飛行した垂直離陸有人ロケット迎撃機であるBachem Ba 349 "ナッター"を含む、他のドイツのロケット推進航空機も同様に追求された。ツェッペリン・ラマー、ツェッペリン・フライング・パンツァーファウスト、フォッケウルフ・フォルクスイェーガーなどのさらなるプロジェクトは、プロトタイプの段階にさえ到達しなかった。ロケットを動力源とする、戦争のための他の開発努力よりもはるかに大きなサイズのジルバーフォーゲル対蹠爆撃機スペースプレーンがドイツ人によって計画されたが、後の計算では、設計が機能せず、再突入時に破壊されることが示された。Me163コメートは、歴史上実戦参加できた唯一のロケット推進「戦闘機」であり、戦闘参加した2種類のロケット推進航空機のうちの一種である。

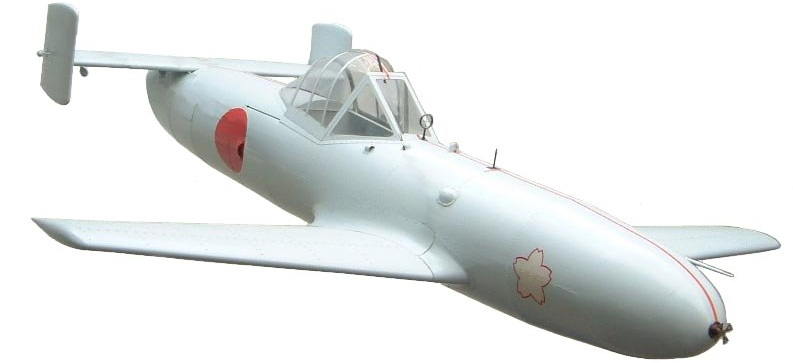
靖国神社遊就館に展示されているMXY-7 桜花のレプリカ

ナチスドイツと同盟を結んだ日本は、Me163コメートの設計図を入手した。相当な努力の後、日本は少数の独自コピーの生産に用いる自前の生産能力の確立に成功し、これは1945年7月7日に最初の動力飛行を行った秋水（三菱J8M）として知られている。さらに日本は独自の国内設計のロケット推進迎撃機、神龍の開発を試みた。J8Mも神龍も戦闘にまみえることはなかった。日本ではまた、第二次世界大戦中に約850機のMXY-7桜花ロケット推進特攻機を製造し、少数が沖縄戦に投入された。戦後の分析では、桜花の影響はごくわずかであり、アメリカ海軍の主力艦は効果的な防御戦術を用いたため、戦闘中にその攻撃を受けていない。
他の実験用航空機には、1942年に飛行したソビエトのベレズニャク・イサエフ BI-1が含まれる。一方、ノースロップXP-79は当初ロケットエンジンで計画されていたが、1945年に最初で唯一の飛行のためにジェットエンジンに切り替えられた。ロケット支援のP-51Dマスタングは、ノースアメリカン航空によって開発され、515 mphを達成することができた。エンジンは、フマル酸とアニリンで作動し、翼の下にある2つの増槽に75ガロン貯蔵されていた。この機は1945年4月、飛行中にエンジンを試験し、ロケットエンジンは約1分間作動できた。

### 冷戦時代

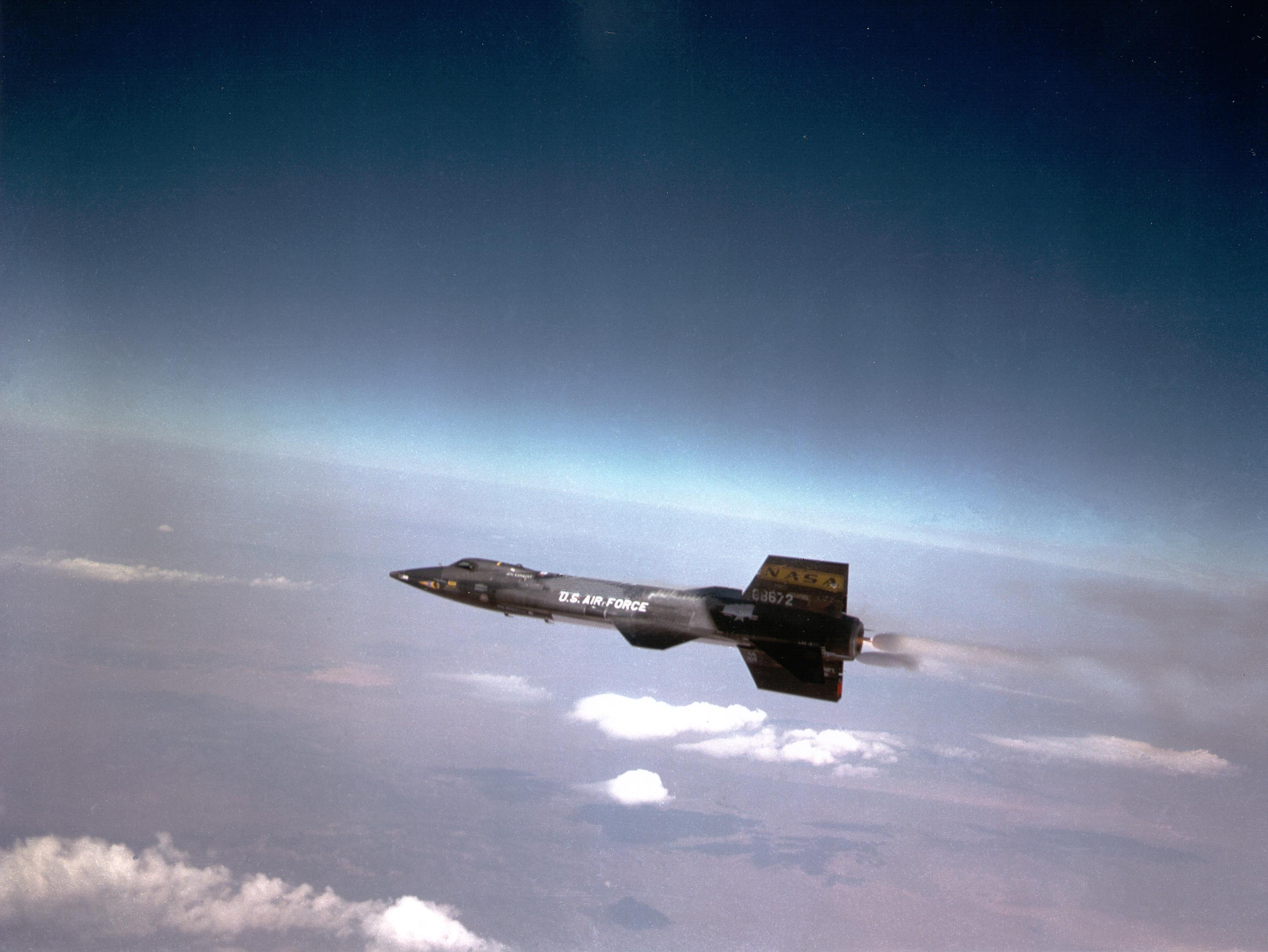
X-15のXLR99ロケットエンジンは、アンモニアと液体酸素を使用した。

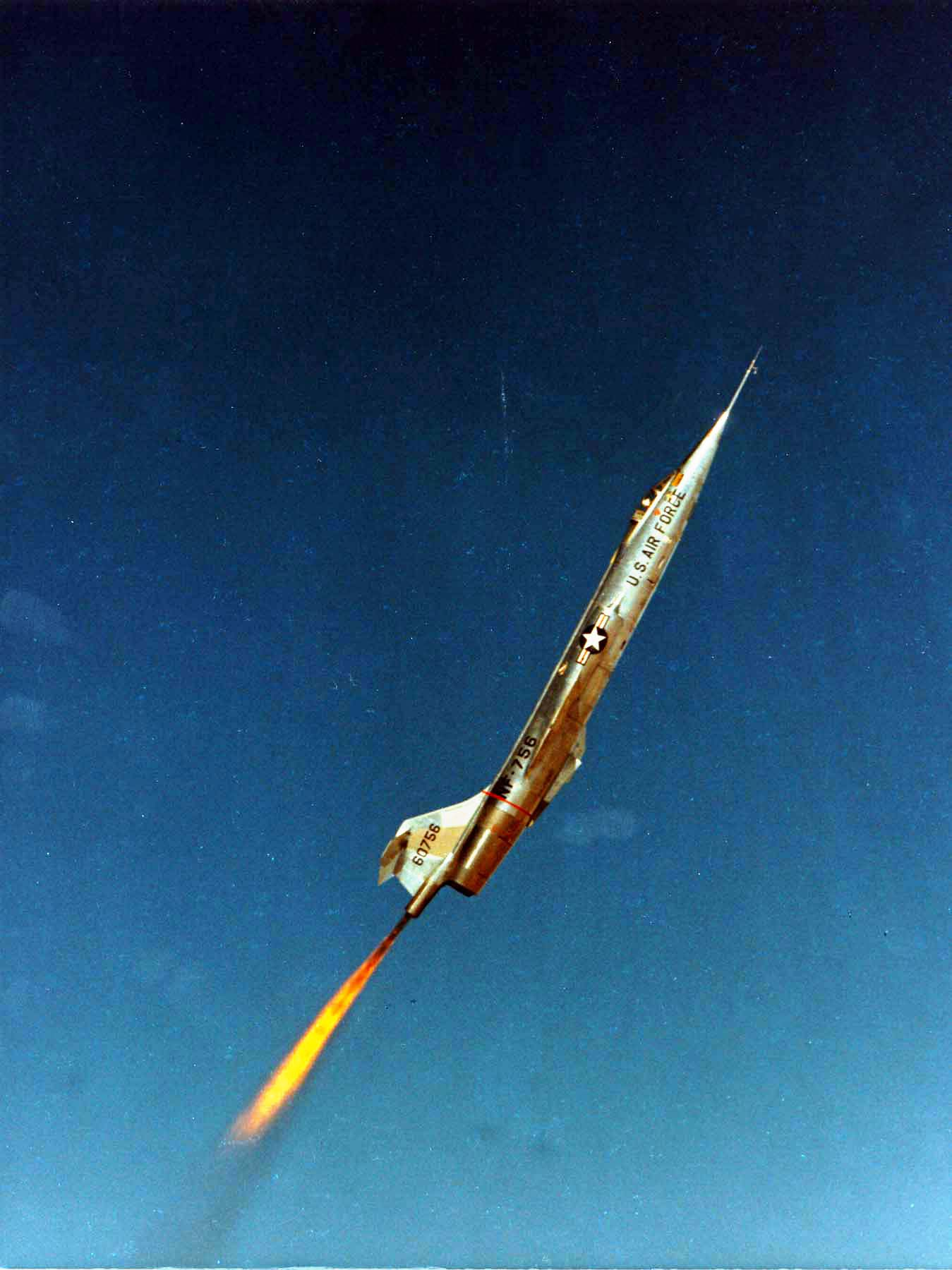
ロッキード NF-104Aはロケットと空気を吸入するターボジェットを用いる。ここではロケット駆動による上昇が示されている。ロケットには過酸化水素とJP-4ジェット燃料を使用した。

1946年に、ソビエト連邦のミコヤン-グレビッチI-270は、局地防衛の役割を担うロケット推進迎撃機に対して前年に発行されたソ連空軍の要件に応えて製造された。I-270の設計には、1932年から1943年の間にセルゲイ・コロリョフによって開発されたいくつかの技術が組み込まれていた。
1947年に、ロケット推進のベルX-1が航空史の重要なマイルストーンに到達した。これは、水平飛行で音速を破った最初の航空機となり、一連のNACA / NASAロケット推進航空機の最初の航空機となった。こうした実験用航空機の中には、ノースアメリカン X-15およびX-15A2の設計があり、これらは約10年間運用され、最終的にマッハ6.7の最高速度と、100 kmを超える最高高度に到達し、その過程で新記録を樹立した。
1950年代に、英国は当時のターボジェット設計に存在した性能ギャップをカバーするためにいくつかの混合動力設計を開発した。ロケットは、高高度爆撃機の高速迎撃に求められる、速度と高さを与えるための主要なエンジンであり、ターボジェットは飛行の他の行程で燃料消費を抑えた。中でも注目すべきは、航空機が予測できない滑空による帰還の危険を冒すのではなく、動力着陸を行える保証ができたことである。
1つの設計はアブロ 720で、主に酸化剤として液体酸素を使い、これに灯油燃料を混合して動作する8,000 lbf (36 kN) のアームストロング・シドリー・スクリーマーロケットエンジンによって推進された。アブロ 720の開発作業は、空軍省がスクリーマーロケットエンジンの開発を終了する決定をした直後に中止された。伝えられるところによると、-183°C（90 K）で沸騰し、火災の危険がある液体酸素を運用環境内で使用することの実用性に関する公式の懸念による。
アブロ 720のライバルであるサンダース・ロー SR.53で、作業はより先進的な段階に達した。この航空機の推進システムは、過酸化水素を燃料と酸化剤の組み合わせとして使用した。これは、アブロ720の液体酸素よりも問題が少ないと見なされていた。1957年5月16日、空軍少佐のジョン・スタンリー・ブースは、1957年12月6日の2番目のプロトタイプXD151の初飛行に続いて、最初のテスト飛行のためにXD145の操縦についた。その後の飛行試験プログラムでは、これら2つのプロトタイプが56回の別々の試験飛行を行い、その間にマッハ1.33の最高速度が記録された。さらに1953年後半以降、イギリスではサンダース・ロー SR.53の派生型に取り組み、サンダース・ロー SR.177として個別に名称を受けた。主な変更点は、SR.53とアブロ 720では仕様の要件に無かった機上搭載レーダーの存在であった。パイロットは地上レーダー管制から与えられる電波誘導の方位指示以外は、自分の視覚に依存していた。
SR.53とそのSR.177のいとこはどちらも、計画に広範な政治的要因がのしかかった時点では、生産段階の達成に比較的近かった。1957年、イギリスでは防空思想の大規模な再検討が行われ、1957年度国防白書に具体化された。この論文は、有人戦闘機をミサイルに置き換えることを要求し、したがって、RAFからの発注の見通しは一夜にして蒸発した。イギリス海軍とドイツの両方がSR.177の潜在的な顧客であり続けたが、両当事者の信頼はこの動きによって揺らいだ。海外諸国にロッキードF-104スターファイターの注文を強いるロッキード贈収賄スキャンダルなどのさらなる要因も、SR.177の販売見通しを損ない、ドイツや日本などの潜在的な顧客を犠牲にした。

### ポスト冷戦時代

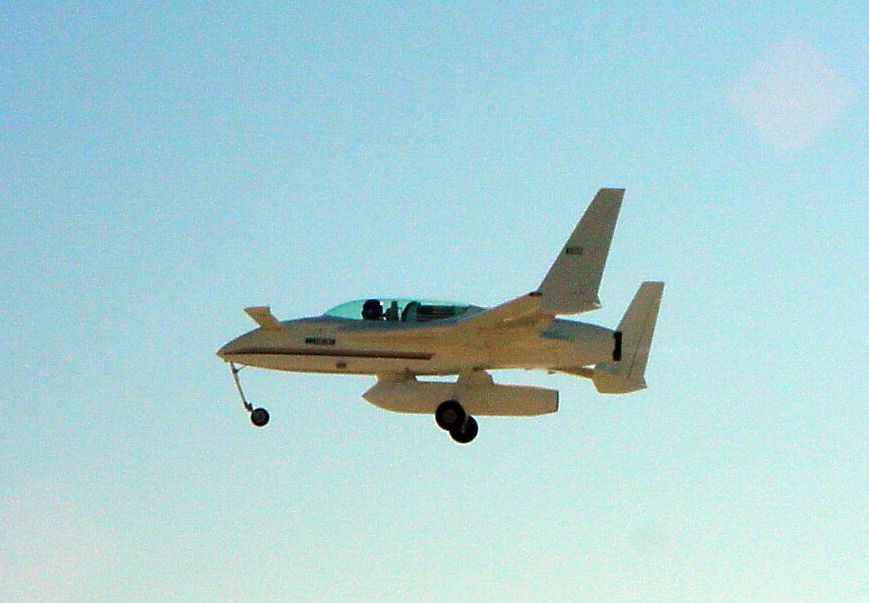
飛行試験中のEZ-ロケット

2001年に、XCOR EZ-ロケット研究試験機が初飛行を行った。EZ-Rocketを評価した後、ロケットレーシングリーグは次の10年間で3つの別々のロケットレーサー航空機を開発した。
2003年には、別の民間開発のロケット推進航空機が初飛行を行った。スペースシップワンは、翼と空力操縦翼面を備えたロケット推進航空機と、宇宙空間での制御用のRCSスラスターを備えたスペースプレーンの両方として機能する。彼らの仕事に対して、スペースシップワンチームはスペースアチーブメントアワードを受賞した。
2019年4月、中国の企業Space Transportationは、Jiageng-1という名前の3,700キログラムの技術デモンストレーターのテストを実施した。長さ8.7メートルの飛行機の翼幅は2.5メートルであり、将来のより大きなTianxing-I-1垂直離陸、水平着陸の再利用型ロケットの開発の一部である。

#### 計画されたロケット推進航空機

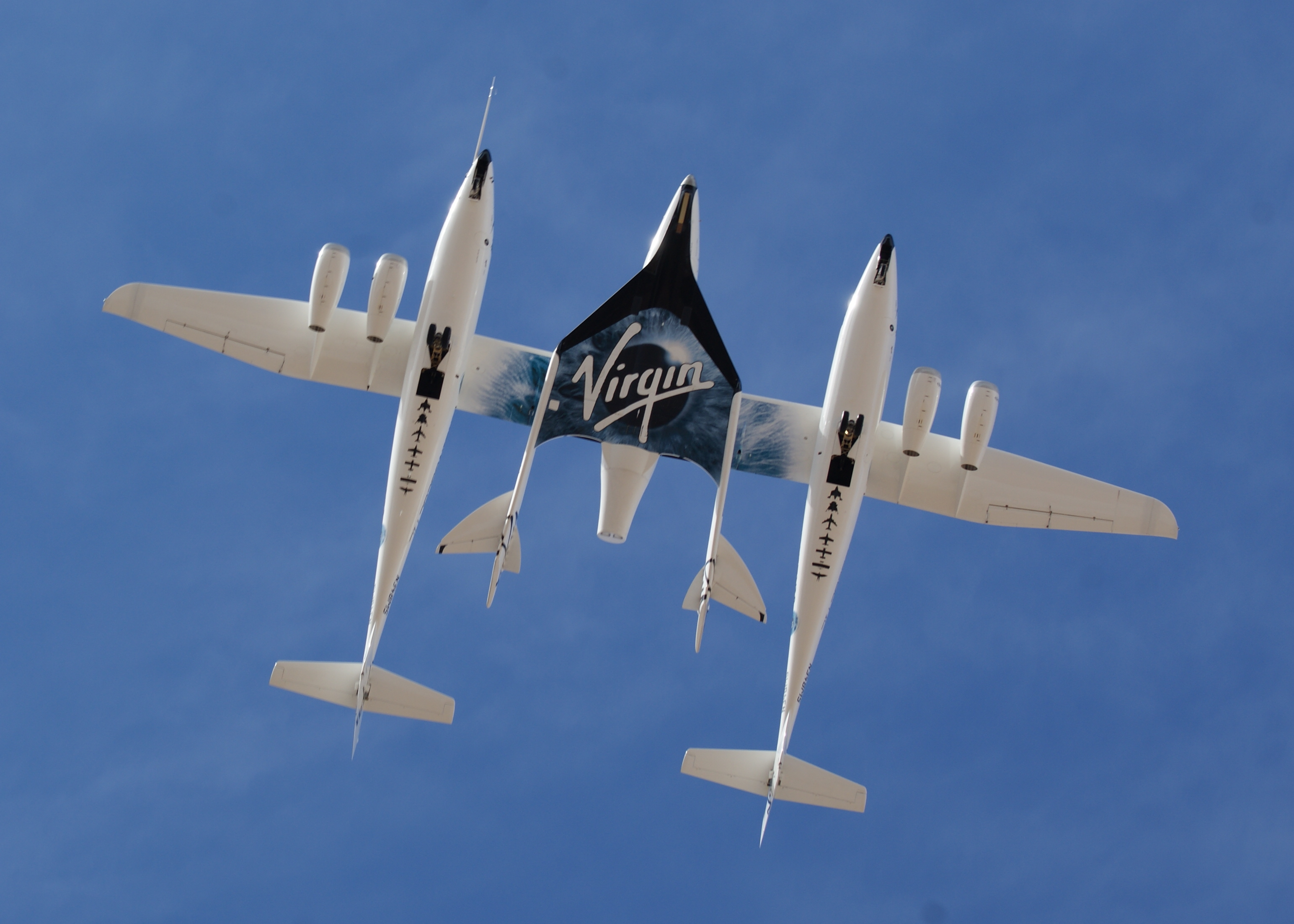
飛行試験中のホワイトナイトツーとスペースシップツー

- スカイロン
- スペースシップツー
- リンクス (宇宙船)
- 空中地域規模の環境調査（英語版）
- ゼロエミッション・ハイパーソニックトランスポート（英語版）